# قافز أحادي اللون
القافز الأحادي اللون (الاسم العلمي:Salticus unicolor) هو نوع من العنكبوتيات يتبع جنس القافز من فصيلة العناكب القافزة.